# 加伊巴
加伊巴（義大利語：Gaiba）是意大利威尼托大区罗维戈省的一个市镇，人口约1100人（2004年）。

## 友好城市
- 波蘭阿爾韋尼亞
- 義大利科莱尼奥
- 義大利罗凯塔-圣安东尼奥